# Илај Рот
Илај Рафаел Рот (енгл. Eli Roth, 18. април 1972, Њутон) амерички је режисер, сценариста, продуцент и глумац. Најпознатији је по својим хорор филмовима, међу којима се издвајају Колиба страха (2002) и Хостел (2005). Сарађивао је са Квентином Тарантином и Робертом Родригезом на филму Грајндхаус (2007), а Тарантино је био извршни продуцент на његовим филмовима Хостел и Хостел 2 (2007).
Од 2018. Рот је почео да режира и филмове ван хорор жанра. Те године режирао је акциони трилер Смртоносна жеља, у коме су главне улоге тумачили Брус Вилис, Винсент Д’Онофрио и Елизабет Шу. Исте године режирао је и фантастичну комедију Кућа магичног сата, која је постала његов најплаћенији филм. У филму су главне улоге тумачили Џек Блек и Кејт Бланчет.
Глумачку каријеру започео је 1997. мањом улогом у култном класику Стивена Спилберга Парк из доба јуре: Изгубљени свет. Рот је касније често имао камео улоге у филмовима које је режирао.
Био је у браку са глумицом Лоренцом Ицо од које се развео 2019. године.

## Филмографија
| Година | Филм                                | Редитељ | Сценариста | Продуцент | Глумац |
| ------ | ----------------------------------- | ------- | ---------- | --------- | ------ |
| 1997.  | Парк из доба јуре: Изгубљени свет   | Не      | Не         | Не        | Да     |
| 2000.  | Токсични осветник 4: Грађанин Токси | Не      | Не         | Не        | Да     |
| 2002.  | Колиба страха                       | Да      | Да         | Да        | Да     |
| 2005.  | 2001 манијак                        | Не      | Не         | Да        | Да     |
| 2005.  | Хостел                              | Да      | Да         | Да        | Да     |
| 2006.  | Приче из Јужне земље                | Не      | Не         | Не        | Да     |
| 2007.  | Хостел 2                            | Да      | Да         | Да        | Да     |
| 2007.  | Грајндхаус: Дан захвалности         | Да      | Да         | Не        | Да     |
| 2009.  | Проклетници                         | Не      | Не         | Не        | Да     |
| 2010.  | Последњи егзорцизам                 | Не      | Не         | Да        | Не     |
| 2010.  | Пирана 3D                           | Не      | Не         | Не        | Да     |
| 2012.  | Пострауматски синдром               | Не      | Да         | Да        | Да     |
| 2012.  | Човек са гвозденом песницом         | Не      | Да         | Да        | Да     |
| 2013.  | Последњи егзорцизам 2               | Не      | Не         | Да        | Не     |
| 2013.  | Зелени пакао                        | Да      | Да         | Да        | Не     |
| 2015.  | Куц, куц                            | Да      | Да         | Да        | Не     |
| 2016.  | Колиба страха 4                     | Не      | Да         | Да        | Не     |
| 2017.  | Чувари плаже                        | Не      | Не         | Да        | Не     |
| 2018.  | Смртоносна жеља                     | Да      | Не         | Не        | Не     |
| 2018.  | Кућа магичног сата                  | Да      | Не         | Не        | Да     |
| 2019.  | Годзила II: Краљ чудовишта          | Не      | Не         | Не        | Да     |
| 2022.  | Границе                             | Да      | Да         | Не        | Не     |